# Nazionale maschile di pallacanestro del Laos
La nazionale di pallacanestro del Laos è la rappresentativa cestistica del Laos ed è posta sotto l'egida della Federazione cestistica del Laos.